# Frangíszkosz Szúrpisz
Frangíszkosz Szúrpisz, görögül: Φραγκίσκος Σούρπης (Athén, 1943. március 4. –) válogatott görög labdarúgó, hátvéd.

## Pályafutása

### Klubcsapatban
Egész pályafutását a Panathinaikósz csapatában töltötte. 1962 és 1973 között 310 bajnoki mérkőzésen lépett pályára. A Panathinaikósszal hat bajnoki címet és két görög kupagyőzelmet ért el. Tagja volt az 1970–71-es idényben BEK-döntős csapatnak.

### A válogatottban
1964 és 1967 között hat alkalommal szerepelt a görög válogatottban.

## Sikerei, díjai
Panathinaikósz
- Görög bajnokság
  - bajnok (6): 1961–62, 1963–64, 1964–65, 1968–69, 1969–70, 1971–72
- Görög kupa
  - győztes (2): 1967, 1969
- Bajnokcsapatok Európa-kupája (BEK)
  - döntős: 1970–71